# Berry Gordy
Berry Gordy, Jr. (født 28. november 1929 i Detroit, Michigan) er en amerikansk musikproducer og sangskriver. Inden musikkarrieren var Gordy i en periode aktiv som professionel bokser. Han grundlagde i januar 1959 Motown Records og stod bag en række andre labels, herunder Tamla Records og Gordy. Han havde tidligere været ansat på Ford-fabrikken i Detroit og derfra tog han samlebåndsideen med ind i sit pladeselskab. Det var almindeligt koncept på det tidspunkt, men første gang at det gav stor succes.
Blandt grupper og solister som Gordy og Motown skrev kontrakt med, var The Miracles, Mary Wells, The Supremes, Marvin Gaye, The Temptations, The Four Tops, Gladys Knight & the Pips, The Commodores, The Velvelettes, The Miracles, Smokey Robinson, Martha & the Vandellas, Stevie Wonder, Jackson Five og Diana Ross.
Gordy skrev endvidere en række sange, herunder Marv Johnsons "You Got What It Takes" og Barrett Strongs "Money (That's what I want)", der siden blev indspillet af en lang række kunstnere, herunder The Beatles, The Rolling Stones, Led Zeppelin, The Who, The Doors, Pearl Jam og The Smashing Pumpkins.
I 1988 blev Gordy optaget i Rock and Roll Hall of Fame.

## Boksekarriere
Gordy boksede i slutningen af 1940'erne som amatør og debuterede som professionel bokser i Toronto mod den canadiske fjervægter Frankie Branchetti, der inden kampen var ubesejret i 5 kampe. Gordy vandt på point, og boksede herefter en række kampe i USA mod modstandere af svingende kvalitet. Han opnåede 17 kampe som professionel, hvoraf han vandt de 12 (5 før tid), tabte 3 og opnåede uafgjort i 2 kampe. Sidste kamp i karrieren fandt sted den 11. januar 1950 i Detroit, hvor han vandt over amerikaneren Joe Nelson. 
Efter boksekarrieren deltog Gordy som soldat i Koreakrigen i 1951-53, hvorefter han kastede sig over arbejdet i musikindustrien.

## Musikkarriere
Efter hjemsendelsen fra hæren i 1953 åbnede Berry med støtte fra familien en pladeforretning med focus på Jazzmusik. Forretningen gik dog ned i 1955, og Berry var nødsaget til at tage arbejde på Detroits store Ford-fabrikker, hvor han arbejdede på ved samlebåndet. Sideløbende med arbejdet på fabrikken skrev Gordy løbende en række sange, som han sendte til diverse artister, konkurrencer, magasiner m.v. 
Hans første succes som sangskriver kom i 1957, da Jackie Wilson indspillede Gordys "Reet Petite", der var skrevet af Gordy, Gordys søster Gwen og af Billy Davis (under pseudonymet Tyran Carlo). "Reet Petite" blev et mindre hit, og gav Gordy 1.000 $. "Reet Petite" blev siden indspillet af flere andre kunstnere og blev genudgivet i 1986, hvor sangen i 4 uger lå nr. 1 i England. Gordy skrev yderligere 4 hits til Jackie Wilson ("To Be Loved", "Lonely Teardrops", "That's Why" og "I'll Be Satisfied"). 
Efter successen som sangskriver besluttede Gordy, at han selv ville producere sangene. Hans første produktion var "Ooh Shucks" med gruppen Five Stars, der blev udsendt på George Goldners label Mark X i 1957. Samme år overværende Gordy gruppen The Miracles optræde, og besluttede sig for at producere for gruppen. Gordy producerede en række beskedne hit for The Miracles i 1957 og 1958. I 1958 forestod Gordy endvidere en række produktioner for bl.a. Eddie Holland og dennes bror Brian Holland samt for Marv Johnson m.fl. Gordy besluttede sig for at opnå kontrol med hele produktionsprocessen, hvorfor han i januar 1959 lånte 800$ fra familien til at stifte sit eget pladeselskab, som han kaldte Tamla Records. Kort efter etablerede Gordy endnu et pladeselskab, Motown Records. Gordy fik tilknyttet bl.a. Marv Johnson til Tamla, og The Miracles til Motown. 
I 1960 skrev Gordy sammen med Janie Bradford ”Money (That's What I Want)”, der blev et hit for Barrett Strong, der efterfølgende blev knyttet til Motown som sangskriver indtil 1973. 
Tamla blev sammenlagt med Motown i 1963, og Gordys selskab fik op gennem 1960'erne og 1970'erne meget betydelig indflydelse på udviklingen af amerikansk pop- og soulmusik. Motown var det første succesfulde pladeselskab, der var ejet af en afro-amerikaner, hvorfor selskaberne også af den grund fik en stor betydning i den amerikanske musikindustri.

## Privat
Gordy har været gift (og skilt) tre gange. Med seks forskellige kvinder (herunder Diana Ross) er han fader til otte børn, blandt andre Kennedy William Gordy (Rockwell).